# 吳瑛 (宋朝)
吳瑛（？—1104年），字德仁，湖北蕲州蘄春人。
龍圖閣學士贈太尉吳遵路之子。通判池州、黃州。官至虞部員外郎。治平三年（1066年），以虞部員外郎知郴州致仕。崇寧三年（1104年）卒。
蘇軾曾做一詩「寄吳德仁兼簡陳季常」，詩中主要描寫吳德仁，並以陳季常及蘇軾自己做陪襯；然而此詩中描寫陳季常之短短數句，造成了後代的成語「河東獅吼」，因此反而比本詩中，主要描寫吳德仁之段落還要有名許多。